# Pokrowce (przystanek kolejowy)
Pokrowce (ukr. Покрівці, ros. Покровцы) – przystanek kolejowy w pobliżu miejscowości Pokrowce, w rejonie stryjskim, w obwodzie lwowskim, na Ukrainie. Położony jest na linii Tarnopol – Stryj.